# Professional Golfers' Association of Europe
De Professional Golfers' Association of Europe (PGA of Europe; Nederlands: Europese PGA) is een golfvereniging met als doel om professionele golfers van Europa te ondersteunen en hun sport te promoten.
De Europese PGA ondersteunt haar drieëndertige Europese, waaronder de PGA Holland en PGA of Belgium, en zes internationale  golfverenigingen om de nationale PGA's te promoten.
Het hoofdkwartier van de vereniging is gevestigd in Sutton Coldfield, Engeland.